# Anchusa × baumgartenii
Anchusa × baumgartenii is een plant uit de ruwbladigenfamilie, en een kruising tussen de gewone ossentong en de geelwitte ossentong.
De wetenschappelijke naam van dit taxon werd in 1881 als naam voor een soort gepubliceerd door Carl Frederik Nyman.